# Kosmos 573
Kosmos 573 (ryska: Космос-573) var en flygning i det sovjetiska rymdprogrammet. Farkosten sköts upp med en Sojuz-raket, från Kosmodromen i Bajkonur, den 15 juni 1973. 
Den återinträdde i jordens atmosfär och landade i Sovjetunionen den 17 juni 1973.
Det var en obemannad testflygning där man bland annat plockat bort farkostens solpaneler.